# TOPPAN (印刷)
TOPPAN株式会社（トッパン、英: TOPPAN Inc.）は、日本の総合印刷会社。TOPPANホールディングスの連結子会社。
もともとは印刷業務を中心に事業を展開してきたが、現在では「情報コミュニケーション」「生活・産業」「エレクトロニクス」と多岐にわたる分野で事業を展開している。

## 概要
印刷業務からスタートしており、商業印刷、パッケージング、出版物、広告物など幅広い印刷サービスを提供している。
情報技術を活用したサービスも展開しており、これにはデジタルコンテンツや、オンラインメディア、出版に関連するサービスなどが含まれる。
防偽技術や認証技術力に特徴があり、金融機関や公共機関向けに安全な認証システムや偽造を防止する技術を提供している。
環境配慮を重要視して再利用可能なパッケージやリサイクル可能な素材を使用したパッケージング技術の開発などを行っている。

## 沿革
- 2023年10月 - TOPPANホールディングスの連結子会社として分社設立。

## 事業内容
- 情報コミュニケーション
  - デジタルビジネス
  - BPO
  - セキュアメディア
  - コミュニケーションメディア
- 生活・産業
  - パッケージ
  - 建装材（環境デザイン）
- エレクトロニクス
  - ディスプレイ関連
  - 半導体関連

## 子会社
- TOPPANエディトリアルコミュニケーションズ - トッパングループの企画制作プロダクション
- TBネクストコミュニケーションズ - 事務局業務、コンタクトセンター業務を中心とするアウトソーシングサービス、コンサルティングサービス
- TOPPANグラフィックコミュニケーションズ - 印刷物の企画、制作、製版並びにこれらに関連する各種加工
- TOPPANコミュニケーションプロダクツ - 情報ネットワーク系製品の製造
- 創日社 - カレンダーの企画・製造販売
- トッパンメディアプリンテック関西 - 新聞の製版および多色オフセット印刷
- トッパンメディアプリンティング北海道- 新聞の製版および多色オフセット印刷
- ONE COMPATH - 地図サイトMapion、チラシサイトShufoo!
- TOPPANパッケージプロダクツ - パッケージ製品の製造
- TOPPANプラスチック - プラスチック製品の製造
- トッパンパッケージングサービス - 飲料受託充填事業
- T&Tエナテクノ - リチウムイオン二次電池用外装材の製造・販売
- 関西ボトリング - アルコール飲料の充填受託
- TOPPAN建装プロダクツ - 住宅部材用化粧シート、壁紙の印刷
- TOPPAN・TOMOEGAWAオプティカルフィルム（84.9％） - 反射防止フィルムの製造・販売
- TOPPANテクニカル・デザインセンター - LSI設計、システム開発、LSIターンキーサービス
- TOPPANエレクトロニクスプロダクツ - ディスプレイ関連および半導体関連製品の製造
- トッパンフォトマスク（50.1％） - フォトマスクの製造・販売